# Dominikanerinnen

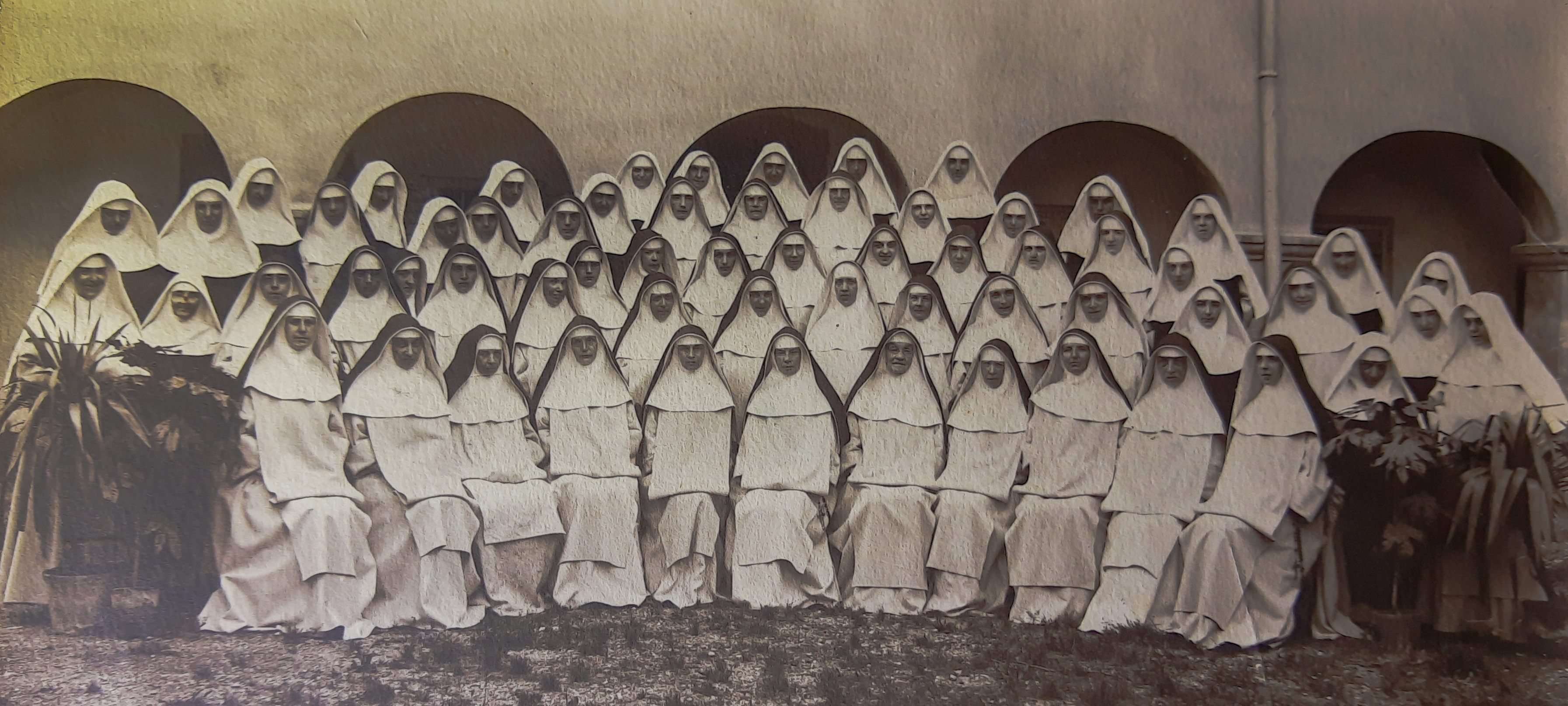
Gruppenfoto der Dominikanerinnen von Gleisdorf um 1918

Die Dominikanerinnen, Ordenskürzel OP, lateinisch Ordo Praedicatorum (wie die Dominikaner, der männliche Zweig) sind eine Ordensgemeinschaft in der  römisch-katholischen Kirche, die mit einer Gründung des hl. Dominikus im Jahre 1205 begann. Als erster Orden werden die Dominikaner bezeichnet, als zweiter Orden die klausurierten Nonnen und als dritter Orden die Gemeinschaften der Dominikanerinnen, die tätige Kongregationen bildeten.

## Geschichte
Noch bevor der Orden der Dominikaner anerkannt worden war, gründete der hl. Dominikus 1205 ein Frauenkloster in Prouille in Südfrankreich. Die Aufgabe der Nonnen war es, die jungen Mädchen der Gegend im Glauben zu erziehen. Bald mussten sie aus finanziellen Gründen auf den Unterricht verzichten und wurden zu einer rein kontemplativen Gemeinschaft. Dominikanerinnen tragen meist einen weißen Habit mit weißem Skapulier, die Schwestern mit feierlicher Profess einen schwarzen Schleier.
In Deutschland gab es 1277 schon 40 Klöster der Dominikanerinnen. Mehrere Konvente in Süddeutschland und der Schweiz, insbesondere die Klöster Engelthal, Töss und Oetenbach, wurden um diese Zeit zu Blütestätten der Mystik, die dann in der ersten Hälfte des 14. Jahrhunderts auch zu einer regen literarischen Tätigkeit führte: In „Offenbarungen“ wie denen der Christine Ebner oder der Elsbeth von Oye sowie in den sogenannten Schwesternbüchern fand dies seinen Ausdruck. Die Nonnen standen hierbei in engem Diskurs mit Dominikanern wie Meister Eckhart, Johannes Tauler und Heinrich Seuse. In der Klosterreform des 15. Jahrhunderts waren Klöster wie Schönensteinbach und das Katharinenkloster Nürnberg von großer Bedeutung, nicht zuletzt durch Aufbau und Pflege reichhaltiger Bibliotheken.
Nachdem schon in der Reformation des 16. Jahrhunderts viele Klöster ihr Ende gefunden hatten, wurden dann schließlich im 18. und 19. Jahrhundert weitere säkularisiert oder mussten karitative Aufgaben übernehmen. Sie schlossen sich dann häufig dem dritten Orden an.

## Klöster
Dem zweiten Orden gehören in aller Welt etwa 3000 Schwestern an, den dominikanischen Kongregationen über 30.000. Viele Klöster schlossen sich im Laufe der Geschichte wahlweise dem zweiten oder dritten Orden an.

### Klöster des zweiten Ordens
- Dominikanerinnenkloster Heilig Grab in Bamberg
- Kloster Zum gekreuzigten Erlöser, Rieste-Lage bei Osnabrück
- Dominikanerinnenkloster Regensburg
- Dominikanerinnenkloster Feldkirch
- Dominikanerinnenkloster Lienz

### Klöster des dritten Ordens
- Dominikanerinnenkloster zur hl. Katharina von Alexandrien in Konstanz
- Dominikanerinnenkloster St. Katharina in Augsburg
- Dominikanerinnenkloster St. Ursula in Augsburg
- Dominikanerinnenkloster Fremdingen
- Dominikanerinnenkloster St. Ursula in Donauwörth
- Dominikanerinnenkloster zur hl. Dreifaltigkeit in Landsberg am Lech
- Kloster St. Maria in Niederviehbach
- Dominikanerinnenkloster St. Joseph in Dießen am Ammersee
- Dominikanerinnenkloster Maria Königin der Engel in Bad Wörishofen
- Dominikanerinnenkloster zur hl. Rosenkranzkönigin in Wettenhausen
- Dominikanerinnenkonvent in Wien-Hietzing
- Dominicas del Santísimo Nombre de Jesús, 1886 von Elmina Paz de Gallo in Tucumán gegründet

### Ehemalige Klöster
- Kloster Adelhausen in Freiburg im Breisgau
- Kloster Cronschwitz im Vogtland
- Kloster Engelthal im Nürnberger Land
- Kloster Gotteszell bei Schwäbisch Gmünd
- Kloster St. Katharinental bei Diessenhofen im Kanton Thurgau
- Kloster Kirchberg bei Sulz am Neckar
- Dominikanerinnenkloster Lauffen in Lauffen am Neckar
- Kloster Mariental in Steinheim an der Murr
- Katharinenkloster Nürnberg in Nürnberg
- Kloster Oetenbach in Zürich
- Dominikanerinnenkloster Pforzheim
- Kloster Schönensteinbach bei Wittenheim im Elsass
- Kloster Stetten im Gnadental bei Hechingen[2]
- Kloster Unterlinden in Colmar im Elsass
- Kloster Weil in Esslingen am Neckar
- Kloster auf dem Adlersberg in Pettendorf-Adlersberg bei Regensburg
- Kloster bei St. Peter an der Sperr in Wiener Neustadt
- Dominikanerinnenkloster Windhaag (Mühlviertel/Oberösterreich)
- Kloster Töss in Winterthur
- Steinenkloster, ursprünglich Kloster der Reuerinnen Sancta Maria Magdalena an den Steinen zu Basel
- Dominikanerinnenkloster St. Markus (Marxer Kloster) in Würzburg
- Kloster und Kirche Agnethe in Gaunø (Dänemark)
- Arenberger Dominikanerinnen, Niederlassung 1892 in Heerdt bei Düsseldorf. St. Josephs-Haus mit Kranken-, Fürsorge- und Waisenhaus, bis 2013 Dienst im Dominikus-Krankenhaus in Berlin (Konvent bis 2022).
- Dominikanerinnenkloster St. Katharina von Siena in Düsseldorf-Angermund[3]

## Kongregationen des dritten Ordens
- Kongregation der Dominikanerinnen zu St. Magdalena in Speyer
- Arme Schulschwestern vom hl. Dominikus Institut St. Dominikus in Speyer
- Kongregation der Dominikanerinnen von Neusatzeck in Bühl / Baden
- Kongregation der Schwestern der hl. Katharina von Siena im Orden des hl. Dominikus im Kloster Arenberg in Koblenz-Arenberg
- Kongregation der Ilanzer Dominikanerinnen
- Dominikanerinnen von Bethanien
- Weltinstitut vom heiligen Dominikus (ein Säkularinstitut)

## Missionsdominikanerinnen
- Missionsdominikanerinnen von der hl. Katharina von Siena in Neustadt/Main
- Kongregation der Dominikanerinnen der hl. Katharina von Siena in Schlehdorf am Kochelsee
- Missionsdominikanerinnen vom hl. Herzen Jesu in Strahlfeld (Oberpfalz)
- Kongregation der Königin des hl. Rosenkranzes in Altenhohenau am Inn
- Ilanzer Dominikanerinnen
- Dominican Nuns of the Perpetual Rosary
- Dominican Sisters of Adrian
- Dominican Sisters of Blauvelt
- Dominican Sisters of Cabra
- Dominican Sisters of Caldwell
- Dominican Sisters of Eastern Australia and the Solomon Islands
- Dominican Sisters of Hawthorne
- Dominican Sisters of Hope
- Dominican Sisters of Houston
- Dominican Sisters of Mission San Jose
- Dominican Sisters of St. Catherine de’ Ricci
- Dominican Sisters of Saint Cecilia
- Dominican Sisters Congregation of St. Mary, New Orleans
- Dominican Sisters of Mary, Mother of the Eucharist
- Dominican Sisters of Sparkill
- Dominican Sisters of the Presentation
- Oakford Dominican Sisters
- Racine Dominicans
- Sisters of Saint Dominic of Amityville, New York
- Sisters of St. Dominic of the Most Holy Name
- Vietnamese Dominican Sisters

## Heilige und selige Dominikanerinnen
- Katharina von Siena, Ordensfrau, Mystikerin, Kirchenlehrerin (* 25. März 1347 Siena, † 29. April 1380 Rom)
- Caterina de’ Ricci, Priorin in Prato, Mystikerin (* 25. April 1522  Florenz, † 2. Februar 1590 Prato)
- Villana de’ Botti, Tertiarin, Mystikerin (* 1332 in Florenz, † 29. Januar 1361 Florenz)
- Agnes von Montepulciano, Äbtissin in Montepulciano (* um 1268 in Gracciano-Abbadia bei Montepulciano, † 20. April 1317 in Montepulciano)
- Margareta von Ungarn, Nonne (* 1242 Klis bei Split, † 18. Januar 1270 Budapest)
- Rosa von Lima, Terziarin, Mystikerin (* 20. April 1586 in Lima, † 24. August 1617 Lima)
- Osanna von Kotor, Reklusin, Mystikerin (* 25. November 1493 Relezi, † 27. April 1565 Kotor)
- Stephana Quinzani, Nonne, Mystikerin (* 1457 Orzinuovi bei Brescia, † 1530 Soncino bei Crema)
- Klara Gambacorti, Priorin in Pisa (* 1362 Florenz, † 17. April 1419 Pisa)
- Sibyllina Biscossi, Tertiarin, Reklusin (* 1287 Pavia, † 19. März 1367 Pavia)
- Marie Poussepin, Ordensgründerin (* 14. Oktober 1653 Dourdan, † 24. Januar 1744 Sainville)
- Maria Anna von Jesus de Paredes Flores y Jaramillo, Terziarin, Mystikerin (* 31. Oktober 1618 Quito, † 26. Mai 1645 Quito)
- Imelda Lambertini, Schülerin (* 1321 Bologna, † 12. Mai 1333 Valle di Preda)
- Agnes von Langeac, Priorin in Langeac (* 17. November 1602 Puy-en-Velay, † 19. Oktober 1634 Langeac)
- Columba von Rieti, Priorin in Perugia, Mystikerin (* 2. Februar 1467 Rieti, † 20. Mai 1501 Perugia)
- Margareta von Città di Castello, Terziarin (* 1287 Mercatello Sul Metauro, † 13. April 1320 Città di Castello)
- Maria Mancini, Witwe, Terziarin (* 1350 Pisa, † 22. Januar 1431 Pisa)
- Margareta von Savoyen, Markgräfin, Äbtissin (* 1382 (oder 1390) Pinerolo, † 23. November 1464 Alba bei Cuneo)
- Ingrid Elovsdotter, Klostergründerin, Priorin (* 1235 Skänninge, † 2. September 1282 Skänninge)
- Diana Andalò, Ordensfrau, Klostergründerin (* 1201 Bologna, † 10. Juni 1236 Bologna)
- Cecilia Romana, Nonne, Äbtissin (* 1203 Rom, † 4. August 1290 Bologna)
- Emilia Bicchieri, Nonne, Klostergründerin, Mystikerin (* 1238 Vercelli, † 3. Mai 1314 Vercelli)
- Osanna von Mantua, Ordensfrau, Mystikerin (* 17. Januar 1449 Mantua, † 18. Juni 1505 Mantua)
- Lucia Broccadelli von Narni, Nonne (* 13. Dezember 1476 Narni, † 15. November 1544 Ferrara)